# Церква Чуда святого архістратига Михаїла (Долина)
Церква Чуда святого архістратига Михаїла в Долині — парафія і храм греко-католицької громади Теребовлянського деканату Тернопільсько-Зборівської архієпархії Української греко-католицької церкви в селі Долина Тернопільського району Тернопільської области.
Церква та дзвіниця оголошені пам'ятками архітектури місцевого значення (охоронні номери 210, 211).

## Історія церкви
Парафія існувала як самостійна в лоні УГКЦ з 1724 року, коли була збудована мурована церква, і до 1946 року. У 1990 році вона відновила свою приналежність до УГКЦ. Будівництво храму здійснювалося силами парафіян. У 1935 році на парафії відбулася місія за участю митрополита Андрея Шептицького та єпископа Никити Будки.
У 2001 році о. митрат Василій Семенюк освятив церкву після ремонту. На території парафії встановлено фігуру Пресвятої Богородиці та хрести. При парафії діє братство «Апостольство молитви».

## Парохи
- о. Євгеній Цегельський (1902—1946),
- о. Іван Сивак (1990—1994),
- о. Борис Пасічник (з 1994, сотрудник).